# Diospyros lobata
Diospyros lobata là một loài thực vật có hoa trong họ Thị. Loài này được Lour. mô tả khoa học đầu tiên năm 1790.